# 1626

## Esdeveniments
Països Catalans
Resta del món

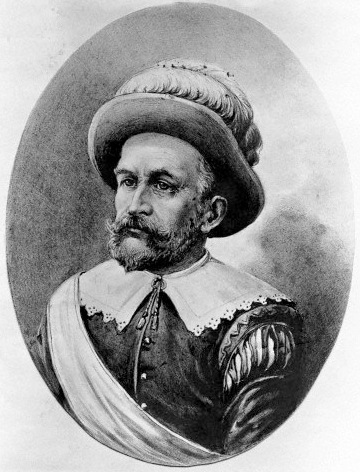
Peter Minnewit, director de la Companyia Holandesa de les Índies Occidentals

- 7 de maig: Peter Minnewit, director de la Companyia Holandesa de les Índies Occidentals, va comprar als indis lenape l'illa de Manhattan per 60 florins en mercaderies, operació que es faria llegendària: Nova York va ser comprada als indis per 24 dòlars. Més tard es va saber que els lenape eren nòmades i desconeixien el concepte de propietat territorial. El propòsit dels holandesos era protegir la desembocadura del riu Hudson i aplegar les activitats comercials en un recinte fortificat, que es va denominar Nova Amsterdam. Per accelerar la construcció del fort, Minnewit va procedir a la importació d'esclaus africans.[1]
- 18 de novembre: consagració de la Basílica de Sant Pere del Vaticà durant el pontificat d'Urbà VIII. Hi van participar nombrosos arquitectes i artistes de renom: Bramante, Rafael, Sangallo, Miquel Àngel i Maderno. Les obres en van iniciar l'abril del 1506, i entre els fons utilitzats per finançar-les hi havia les indulgències venudes per Albrecht, arquebisbe de Mainz i Magdeburg.[2]
- Trencament de les Corts de Barcelona: Catalunya s'oposa a la Unió d'Armes.
- Publicació de «Historia de la vida del Buscón, llamado Don Pablos» de Francisco de Quevedo
- 23 de gener -24 de juliol, Barbastre i Calataiud: Es fan les Corts de Barbastre, corts del Regne d'Aragó convocades pel rei Felip III d'Aragó els darrers dies de l'any passat. Són traslladades a la ciutat de Calataiud, fent-se sessions allí entre abril i juliol.

## Naixements
Països Catalans
Resta del món
- 5 de febrer - París, França: Marquesa de Sévigné, escriptora francesa (m. 1696).[3]
- 8 de desembre - Estocolm (Suècia): Cristina de Suècia, reina de Suècia del 1632 al 1654 (m. 1689).[4]

## Necrològiques
Països Catalans
Resta del món
- 9 d'abril, Highgate, Londres: Francis Bacon, filòsof i estadista anglès.
- 30 d'octubre, Leiden: Willebrord Snel van Royen, astrònom i matemàtic neerlandès.[5]
- Madrid: Galceran Albanell, religiós membre de la Diputació del General de Catalunya.